# 田母神昇
田母神 昇（たもがみ のぼる、1954年3月16日-）は、日本の元オートレース選手。福島県出身。15期、船橋オートレース場所属。所有競走車名は「レアデビル、レアデビル1」

## 選手データ
（2007年8月7日現在、オートレース公式HP参考）
- 選手登録 1977年5月25日
- 身長　164.3cm
- 体重　63.6kg
- 血液型　A型
- 趣味　魚釣り
- 船橋所属の同期　岩田行雄 田中哲など
- 平成19年前期全国ランキング　B-185（全国473選手中445位）
- 平成19年後期全国ランキング　B-138（全国467選手中399位）

## エピソード
- インターネット掲示板2ちゃんねるオートレース板では「タモさん」の愛称で親しまれていた（大抵は同じ船橋オートレース所属の唐鎌大輔（ダイタン）とセットで話題になることが多い）。